# 斯特魯京卡 (薩夫蘭區)
48°2′16″N 30°5′28″E / 48.03778°N 30.09111°E
斯特魯廷卡（烏克蘭語：Струтинка）是位於烏克蘭西南部的村莊，由敖德萨州波季利斯克区的薩夫蘭市鎮負責管轄。該村始建於1798年，面積0.35平方公里，海拔高度136米，2001年人口115，人口密度每平方公里382.57人。